# Chaparral Gardens
Los Jardines Chaparral en inglés : Chaparral Gardens), es una granja ecológica para producción de vinagres artesanales, reserva de naturaleza y jardín botánico de un total de 20 acres 9 hectáreas de extensión, siendo el jardín botánico de 2 acres (8,094 m²), en Latrobe, California.

## Localización
El jardín botánico se ubica en Latrobe, Condado de El Dorado, California a unos 15 millas (24 km) al suroeste de Placerville, a una altitud de 761 pies (232 m).

Chaparral Gardens, 7221 Chaparral Drive, Latrobe, El Dorado county California CA 95682 United States of America-Estados Unidos de América.
Planos y vistas satelitales.38°33′35″N 120°59′2″O / 38.55972, -120.98389
De acuerdo al sistema de Clasificación climática de Köppen, Latrobe tiene un clima Mediterráneo de veranos cálidos, abreviado "Csa" en los mapas del clima.

## Historia
El primer vinagre de "Chaparral Gardens" fue desarrollado accidentalmente en 2005, cuando hubo una sobreabundancia de frambuesas en la granja. El vinagre fue para Navidad siendo muy bien aceptado por toda la clientela. Entonces los dueños de la granja y productores los pusieron a la venta en el mercado de los agricultores y nunca pudieron tener el suficiente para satisfacer la creciente demanda.
Así surgió la denominación "Chaparral Gardens Artisan Vinegars" que se inicia con la recogida a mano de frutas, hierbas y verduras cultivadas en la granja orgánica. Las frutas y hierbas se colocan en pequeñas cubas junto con un vinagre base Kosher orgánico.

## Cultivos y jardín
Chaparral Gardens es de 20 hectáreas de paisaje natural, junto con un 2 acres granja orgánica. 
El microclima, presente en la costa central de California, permite cultivar una amplia variedad de frutas, hierbas y verduras. 
- Frutos de bosque.
- Hierbas aromáticas.
- Verduras de huerta.